# Ioan Șnep

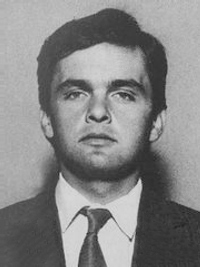
Ioan Șnep

Ioan Gabor Șnep (* 12. Juli 1966 in Negrești-Oaș) ist ein ehemaliger rumänischer Ruderer, der 1988 Olympiazweiter im Vierer mit Steuermann war.

## Sportliche Karriere
Die 1,92 m große Ioan Șnep siegte bei den Junioren-Weltmeisterschaften 1984 zusammen mit Dragoș Neagu und Steuermann Iulian Sacheralescu im Zweier mit Steuermann. Bei den Olympischen Spielen 1988 in Seoul gelang ihm auch in der Erwachsenenklasse der Durchbruch zur Weltspitze, als er zusammen mit Dimitrie Popescu, Valentin Robu, Vasile Tomoiagă und Steuermann Ladislau Lovrenschi die olympische Silbermedaille hinter dem Vierer aus der DDR gewann. Im Jahr darauf trat Șnep bei den Weltmeisterschaften 1989 in zwei Bootsklassen an: mit Dragos Neagu belegte er den fünften Platz im Zweier ohne Steuermann, mit Neagu und dem Steuermann Marin Gheorghe gewann er die Silbermedaille hinter dem italienischen Zweier mit Steuermann. Bei den Weltmeisterschaften 1990 belegte der rumänische Zweier mit Steuermann in gleicher Besetzung den vierten Platz. Im nächsten Jahr startete Șnep bei den Weltmeisterschaften 1991 wieder in zwei Bootsklassen: zusammen mit Dănuț Dobre, Dragoș Neagu, Valentin Robu und Steuermann Dumitru Răducanu gewann er eine weitere Silbermedaille, der Titel ging an den deutschen Vierer mit Steuermann. Alle Ruderer des Vierers  saßen auch im rumänischen Achter, der den vierten Platz belegte. Zum Abschluss seiner Karriere belegte Ioan Șnep bei den Olympischen Spielen 1992 in Barcelona den dreizehnten Platz im Vierer ohne Steuermann.
Ioan Șnep ist verheiratet mit der Ruderin Doina Bălan. 